# Архитектурен ансамбъл „Първа пушка“
Архитектурният комплекс „Първа пушка“ е ансамбъл в Копривщица.
Построен е по време на Възраждането около Калъчевия мост, оформен и довършен от намиращите се в близост Чалъков мост, също над Бяла река и Чалъкова чешма, построени от Вълко Чалъков, правил дарения и на училището „Св. Св. Кирил и Методий“.
Наред с Калъчевият мост, строен през 1813 г. от хаджи Найден Калъчев, наричан и мост на „Първата пушка“, централно място има и паметника на обявяването на Априлското въстание от 1876 година по проект на арх. Анастас Дудулов от 1928 г.
Други обекти със стопанско-битов характер са били разположени в посоката към храма „Успение на Пресвета Богоиродица“, две от водениците и старата механа, вече не съществуват. На улицата, наричана „Улица на занаятите“, участък от улиците „Първа пушка“ и „Тодор Каблешков“ са разположени етнографският музей „Тепавица и валявица“, стопанисван от Дирекция на музеите, третата воденица, няколко дюкяна, фурна, ковачница и работилница за добиване на шарлан (нерафинирано олио). На „Улицата на занаятите“ до промените от 1991 година функционира и работилница за тъкане на персийски килими. Архитектурният комплекс е увенчан с разположената над Калъчевия мост Бозова къща. Непосредствено преди моста на „Първата пушка“, над речното корито на Бяла река е имало съградена механа със същото име като моста, изгоряла е на 28 февруари 1975 г.

## Галерия
- Водното колело на тепавицата. Колелото е оригинално отпреди реставрацията на обекта
- Чуковете на тепавицата и валявицата зад тях
- Тепавица и валявица
- Занаятчийските работилници
- Чалъков мост
- Улица „Първа пушка“ с Калъчевия мост и Бозова къща
- Освещаване на барелефа (15 май 1929)